# 二郎庙 (门头沟区)
二郎庙，位于北京市门头沟区龙泉镇三家店村，是北京市门头沟区文物保护单位。

## 简介
《宛署杂记》载，“二郎庙，一在三家店，离城五十里。”此庙建于明朝，坐北朝南，是标准的四合院。后经多次修缮，至今仍保留清朝乾隆年间格局及建筑风格。据说中华民国初年，此庙曾是袁世凯新军办事公署。后来改成小学。1970年代改成居民大杂院。
如今南北大殿保存完好，院内正中卧有两块石碑，一块是光绪十五年的，字迹尚清，一块可能是乾隆年间的修缮碑，损坏严重。据《门头沟文物志》载，后殿供奉娘娘塑像九尊（现已无存），这是在中华民国年间改成供奉娘娘，当时北京人都到妙峰山烧香拜娘娘，门头沟的二郎庙成了妙峰山娘娘庙会的“分会场”。　　　